# Imputet sibi
Imputet sibi è una locuzione latina che significa "imputabile solo a se stesso". È ancora in uso nella giurisprudenza italiana, per indicare che un fatto è di esclusiva responsabilità di una persona e non coinvolge terzi.